# Наперсный крест «В память войны 1853—1856»
Наперсный крест «В память войны 1853—1856» — массовая высочайше утверждённая награда Российской империи для православного христианского российского духовенства. Учреждена вместе с одноименной медалью в ознаменование завершения Крымской войны (1853—1856) и по случаю коронации Александра II.

## Основные сведения
Наперсным крестом «В память войны 1853—1856» награждалось всё православное российское духовенство (от митрополитов до священников), как участвовавшее в Крымской войне, так и находившееся в тылу. Крест вместе с одноименной медалью были официально учреждены 26 августа 1856 года Александром II в специальном манифесте «О Всемилостивейшем даровании народу милостей по случаю Коронования Его Императорского Величества». Рисунок креста утвержден императором 21 июня 1856 года. В отличие от медали крест был только тёмно-бронзовый и без градации по типу ленты для ношения: крест носили на шее на ленте ордена св. Владимира.
Правила выдачи креста и положение о правах на получение медалей были изменены Положением Комитета Министров, утвержденным императором 27 ноября 1856 года: право на награждение крестом получило иноверческое христианское российское духовенство. Представления к награждению можно было подавать вплоть до 26 августа 1859 года.
Изготовление крестов на Санкт-Петербургском монетном дворе продолжалось до 1860 года. Всего отчеканено около 40 000, из них 4468 - для иноверческого духовенства.

## Описание креста и порядок ношения
Четырехконечный крест с расширенными концами чеканился только из тёмной бронзы. Размер креста 100 x 58 мм.
Аверс. В середине креста, в сиянии лучей, лицевая сторона медали «В память войны 1853—1856» – соединенные вензеля Николая I и Александра II под императорской короной. Вверху «всевидящее око» с исходящими лучами. Внизу, под вензелями даты: «1853-1854-1855-1856».
Реверс. В середине креста в сиянии лучей – оборотная сторона медали «В память войны 1853—1856». Надпись: «НА ТЯ ГОСПОДИ УПОВАХОМЪ, ДА  НЕ ПОСТЫДИМСЯ ВО ВЕКИ».
Носить крест следовало на груди на Владимирской ленте. После смерти награждённых крест оставался у потомков.